# Бекетов (лунный кратер)
Кратер Бекетов (лат. Beketov) — небольшой ударный кратер на северной границе Моря Спокойствия на видимой стороне Луны. Название дано в честь русского физико-химика, академика Петербургской АН, одного из основоположников физической химии и химической динамики, Николая Николаевича Бекетова (1827—1911) и утверждено Международным астрономическим союзом в 1976 г. 

## Описание кратера

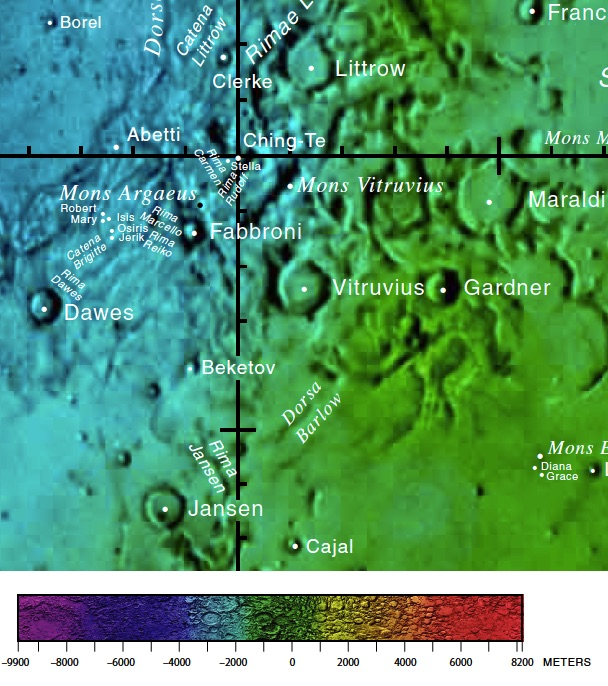
Окрестности кратера Бекетов. Фрагмент карты видимой стороны Луны.

До получения собственного наименования в 1976 г. кратер имел обозначение Янсен С (в системе обозначений так называемых сателлитных кратеров, расположенных в окрестностях кратера, имеющего собственное наименование). Ближайшими соседями кратера являются кратер Дауэс на северо-западе, кратер Витрувий на северо-востоке и кратер Янсен на юге-юго-западе. Селенографические координаты центра кратера 16°14′ с. ш. 29°11′ в. д. / 16,23° с. ш. 29,18° в. д., диаметр 8,3 км, глубина 1,07 км.

Кратер имеет чашеобразную форму с небольшим участком плоского дна и практически не подвергся разрушению. Высота вала над окружающей местностью составляет 300 м, объем кратера составляет приблизительно 20 км³. По морфологическим признакам кратер относится к типу BIO (по названию типичного представителя этого класса — кратера Био).

## Сателлитные кратеры
Отсутствуют.